# 西日本旅客鉄道金沢支社

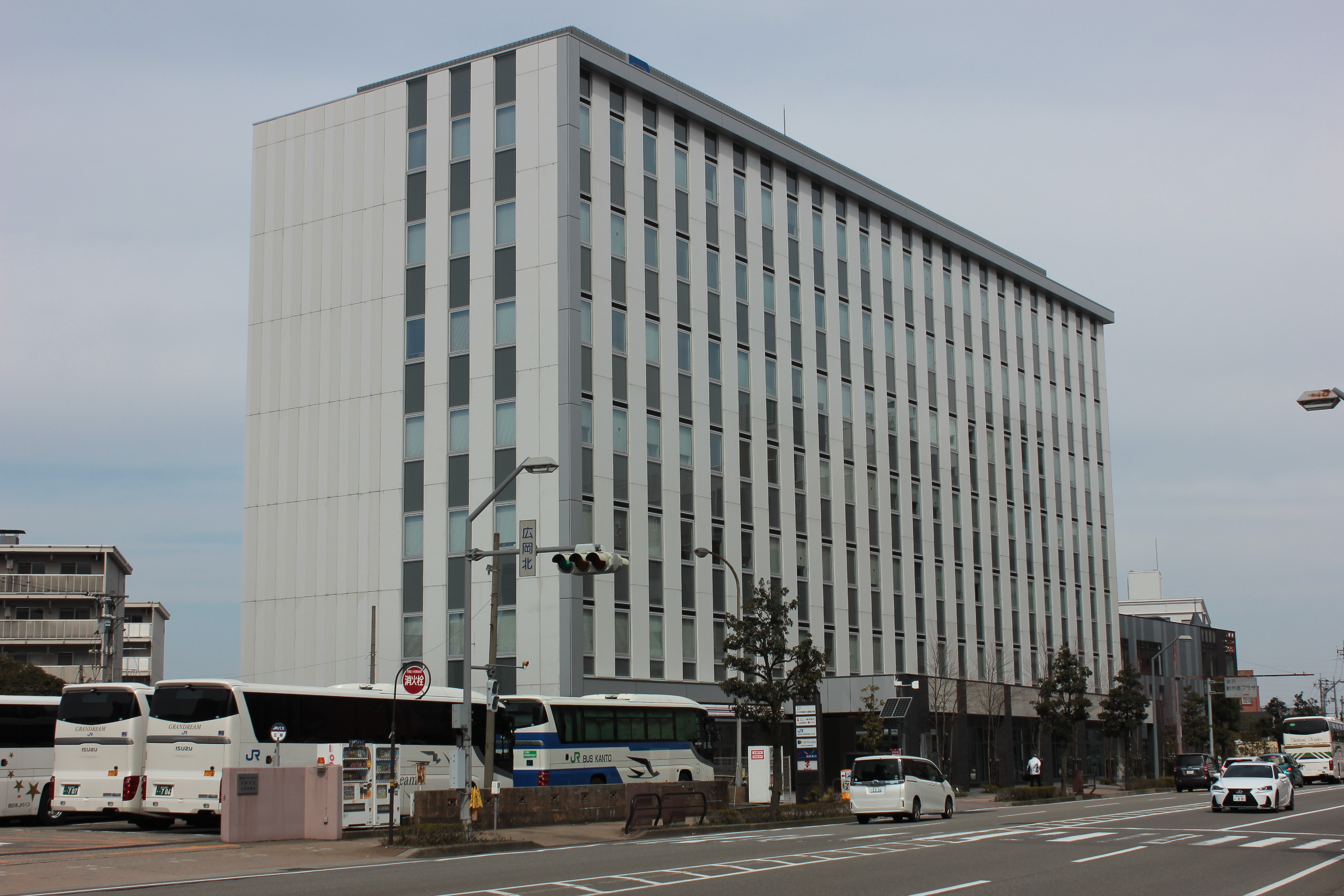
西日本旅客鉄道金沢支社があるJR金沢駅西第一NKビル

西日本旅客鉄道金沢支社（にしにほんりょかくてつどうかなざわししゃ）は、石川県金沢市にある西日本旅客鉄道（JR西日本）の支社の一つである。かつての日本国有鉄道（国鉄）金沢鉄道管理局の流れを汲む。

## 支社・支店所在地
- 金沢支社
  - 石川県金沢市広岡三丁目3番77号
- 福井営業支店[2][3]
  - 福井県福井市大手一丁目201番地 福井地域鉄道部内

## 沿革

### 金沢鉄道管理局時代
- 1950年（昭和25年）8月1日：名古屋鉄道局 金沢管理部・敦賀管理部を改組し、金沢鉄道管理局発足[1][4]。
- 1951年（昭和26年）4月1日：新湊線の旅客営業廃止。
- 1957年（昭和32年）
  - 8月15日：大糸線全線開業。
  - 10月1日：北陸本線木ノ本駅 - 敦賀駅間の新線開業に伴い、旧線を柳ヶ瀬線として分離。
- 1960年（昭和35年）12月15日：越美北線部分開業。
- 1964年（昭和39年）
  - 5月11日：柳ヶ瀬線廃止。
  - 7月1日：金沢運転所が発足[5]。
- 1972年（昭和47年）
  - 3月1日：三国線が廃止（三国駅 - 三国港駅間はえちぜん鉄道三国芦原線として現在も運行継続中）。
  - 12月15日：越美北線が開業。
- 1984年（昭和59年）10月1日：神岡線が廃止（神岡鉄道神岡線に転換したが、2006年12月1日に廃止）。
- 1987年（昭和62年）
  - 3月1日：管轄エリアを次のように変更
    - 北陸本線（当時）谷浜駅 - 直江津駅間の局界を直江津駅寄りに変更し、新潟鉄道管理局から金沢鉄道管理局へ移管。
    - 大糸線北小谷駅 - 平岩駅間の局界を南小谷駅 - 中土駅間に変更し、長野鉄道管理局から金沢鉄道管理局へ移管。
    - 高山本線杉原駅 - 猪谷駅間の局界を猪谷駅寄りに変更し、金沢鉄道管理局から名古屋鉄道管理局へ移管。

  - 3月31日：北陸本線敦賀駅 - 敦賀港駅間の旅客営業を正式に廃止。

### 国鉄分割民営化以降
- 1987年（昭和62年）4月1日：金沢鉄道管理局の旅客部門を継承し、西日本旅客鉄道 金沢支社が発足[1][6]。
- 1988年（昭和63年）3月25日：能登線が廃止（のと鉄道能登線に転換したが、2005年4月1日に廃止）。
- 1990年（平成2年）6月1日：鉄道部制度の発足により、第1次鉄道部として越前大野鉄道部が発足[7][8]。
- 1991年（平成3年）
  - 4月1日：第2次鉄道部として小浜鉄道部・高岡鉄道部・富山鉄道部が発足[8]。小浜線の京都・福井の府県境（青郷駅 - 松尾寺駅間）の支社境界が松尾寺駅 - 東舞鶴駅間に変更され、福知山支社から金沢支社へ移管。
  - 9月1日：七尾線和倉温泉駅 - 輪島駅間の第1種鉄道事業が廃止（同区間の第3種鉄道事業者として施設を保有したまま、運行はのと鉄道に移管）[8]。第2次鉄道部として七尾鉄道部が発足[8][9]。
- 1995年（平成7年）10月1日：福井地域鉄道部[10]・北陸地域鉄道部・糸魚川地域鉄道部が発足[8]。
- 1997年（平成9年）3月22日：金沢列車区・金沢総合車両所が発足。
- 1999年（平成10年）5月19日：新社屋が完成[11]。
- 2001年（平成13年）4月1日：七尾線穴水駅 - 輪島駅間（のと鉄道が第2種鉄道事業者）の第3種鉄道事業が廃止。
- 2006年（平成18年）3月1日：富山港線が廃止（一部ルート変更して富山ライトレール富山港線に転換、4月29日より運行開始）[8]。
- 2008年（平成20年）6月1日：越前大野鉄道部が福井地域鉄道部に、富山鉄道部が北陸地域鉄道部に統合される。
- 2009年（平成21年）6月1日：高岡鉄道部と北陸地域鉄道部が統合され、富山地域鉄道部が発足[8]。
- 2010年（平成22年）6月1日：福井地域鉄道部の一部区間と小浜鉄道部が統合され、敦賀地域鉄道部が発足[8]。
- 2011年（平成23年）1月31日：北陸地方での前日からの大規模な大雪の影響で、除雪作業のため支社管内の全列車が終日運休。全区間の運休は前例が無く、民営化以来の終日運休は初[12]。
- 2013年（平成25年）6月1日：金沢市に北陸新幹線開業準備室を設置[13]。
- 2014年（平成26年）4月1日：北陸新幹線白山総合車両所が発足[14]。
- 2014年（平成26年）6月1日：支社オフィスを金沢市高柳町から同市広岡3丁目に移転[注 1][15][16]。金沢新幹線列車区、金沢新幹線総合指令所、新幹線運輸課、新幹線車両課、新幹線施設課、新幹線電気課が発足[14][15]。
- 2014年（平成26年）10月1日：金沢新幹線電気区、富山新幹線電気区、糸魚川新幹線電気区、富山新幹線保線区が発足[14]。
- 2014年（平成26年）12月1日：金沢新幹線保線区、糸魚川新幹線保線区が発足[14]。
- 2015年（平成27年）3月14日：北陸新幹線 （長野駅 - ）上越妙高駅 - 金沢駅間が開業。同時に北陸本線 金沢駅 - 倶利伽羅駅間をIRいしかわ鉄道へ、倶利伽羅駅 - 市振駅間をあいの風とやま鉄道へ、市振駅 - 直江津駅間をえちごトキめき鉄道へ、それぞれ移管[8]。同時に富山地域鉄道部と糸魚川地域鉄道部が統合され、北陸広域鉄道部が発足[17][18]。
- 2017年（平成29年）6月1日：福井支店（現在の福井営業支店）を開設[2][3][19]。
- 2019年（令和元年）11月29日：金沢支社管内における在来線改良工事で、鉄道事業法に基づく認可申請手続きを行わず認可書を偽造していた行為2件、日本貨物鉄道などの第二種鉄道事業者に鉄道事業法などに基づく承諾を得なかった行為4件、上司である工事設計責任者の確認手続き（設計確認）を得ないまま確認書を偽造ないし作成を省略した行為37件[注 2]、計43件の法令違反が発覚[20]。
- 2024年（令和6年）3月16日：北陸新幹線 金沢駅 - 敦賀駅間が延伸開業。同時に北陸本線 敦賀駅 - 大聖寺駅間をハピラインふくいへ、大聖寺駅 - 金沢駅間をIRいしかわ鉄道へ移管。同時に敦賀地域鉄道部と福井地域鉄道部が廃止され、敦賀列車区、敦賀保線区、敦賀電気区へ再編。金沢総合車両所を金沢車両区へ改組。残存する福井県内の在来線3路線全駅並びに小浜線松尾寺駅を支社直轄化。[21]。

## 管轄路線
福井県・石川県・富山県の北陸3県全域と、京都府舞鶴市の小浜線松尾寺駅前後、駅はないが滋賀県長浜市から福井県にかかる北陸本線深坂トンネル・新深坂トンネル付近、ならびに信越地方の一部（新潟県糸魚川市・上越市および長野県北安曇郡小谷村）を管轄している。JR西日本では当支社が管轄するエリアを「北陸エリア」と定義している。JR西日本は2022年10月に地方機関の大規模な再編を行ったが、金沢支社はその対象とはならず、引き続きエリア内のすべての現業機関を管轄する。
2015年開業の北陸新幹線糸魚川駅 - 金沢駅間については、2013年6月に金沢支社内に北陸新幹線開業準備室が設置された後、開業時点で新幹線運輸課、新幹線車両課、新幹線施設課、新幹線電気課が設置されている。
新幹線規格路線のみの管轄となる山陽新幹線統括本部を除くと、JR西日本の地方機関で唯一路線記号を採用していない。厳密には新疋田駅と敦賀駅のみ路線記号制定区間に含まれるが、近畿エリアの扱いであるため、金沢支社では、敦賀駅ののりば案内、駅ナンバーを表示する前述2駅の柱式駅名標、521系電車内のLED式案内表示器、2019年10月の運賃改定で更新された運賃表を除いて旅客案内に採用していない。
2024年3月の北陸新幹線開業後の運賃表では近江塩津 - 敦賀間ならびに近畿統括本部管轄区間（元々の福知山支社管轄区間も含む）は該当する路線記号とラインカラーで、近江塩津 - 敦賀間を除いた金沢支社管轄区間は灰色で、JR東海エリアは橙色で、あいの風とやま鉄道は緑色で、IRいしかわ鉄道は薄い水色で、えちごトキめき鉄道は朱鷺色で、ハピラインふくいはピンクで表示している。
路線
JR西日本では、営業キロ上での支社境界を駅で区切っているため、該当停車場（駅・信号場など）を境界駅として扱う。金沢支社が管轄する路線は次のとおり。なお、◇が付いた路線は全線が管理区間内に入っている路線である。2024年3月16日以降、関係する9路線すべてが近畿統括本部もしくは他社（JR旅客2社、並行在来線4社）との境界を越えるか接する状態となっている。
| 路線名                           | 区間                                      | 営業キロ | 駅数    | 備考                               |
| -------------------------------- | ----------------------------------------- | -------- | ------- | ---------------------------------- |
| 北陸新幹線                       | 上越妙高駅 - 敦賀駅（上越妙高駅構内除く） | 293.7km  | 8（11） |                                    |
| 北陸本線                         | 近江塩津駅 - 敦賀駅（近江塩津駅構内除く） | 14.5km   | 2       |                                    |
| ◇小浜線                          | 敦賀駅 - 東舞鶴駅（東舞鶴駅構内除く）     | 84.3km   | 22      |                                    |
| ◇越美北線                        | 越前花堂駅 - 九頭竜湖駅                   | 52.5km   | 22      | 全区間を「九頭竜線」の愛称で案内   |
| ◇七尾線                          | 津幡駅 - 和倉温泉駅                       | 59.5km   | 20      |                                    |
| ◇七尾線                          | （和倉温泉駅 - 穴水駅）                   | (28.0km) | -       | 第三種鉄道事業としての施設保有のみ |
| ◇氷見線                          | 高岡駅 - 氷見駅                           | 16.5km   | 7       |                                    |
| ◇城端線                          | 高岡駅 - 城端駅                           | 29.9km   | 13      |                                    |
| 高山本線                         | 猪谷駅 - 富山駅                           | 36.6km   | 10      |                                    |
| 大糸線                           | 南小谷駅 - 糸魚川駅（南小谷駅構内除く）   | 35.3km   | 8       |                                    |
| 合計（第三種鉄道事業区間を除く） | 合計（第三種鉄道事業区間を除く）          | 622.8km  | 112     |                                    |

駅数についての注釈
1. ↑  新高岡駅は城端線接続駅であるが、新幹線単独駅と同じ扱いとして計上される。カッコ内はそれ以外の在来線併設駅を含めた駅数。
2. ↑  北陸本線と接続する敦賀駅は含まない。
3. ↑  城端線と接続する高岡駅は含まない。
4. ↑  北陸新幹線単独駅相当となる新高岡駅は含まない。

なお、国鉄時代の金沢鉄道管理局との相違点は以下の通り（北陸本線の経営分離区間を除く）。
- 北陸本線は全線にわたり管轄（ただし、米原駅構内は名古屋局）。
- 大糸線北小谷駅以南の長野県内は長野局。
- 小浜線松尾寺駅以西の京都府内は福知山局。

## 鉄道部
管内の鉄道部は下記のとおり。
- 七尾鉄道部[9]
- 北陸広域鉄道部 - 2015年の北陸新幹線開業に伴い、富山地域鉄道部と糸魚川地域鉄道部が統合されて発足[29]。

### 廃止された地域鉄道部・鉄道部
- 越前大野鉄道部 - 2008年6月1日に廃止され、福井地域鉄道部に統合[7][30]。
- 富山鉄道部 - 2008年6月1日に廃止され、北陸地域鉄道部に統合。
- 北陸地域鉄道部 - 2009年6月1日に廃止され、富山地域鉄道部に統合。
- 高岡鉄道部 - 2009年6月1日に廃止され、富山地域鉄道部に統合[31]。
- 富山地域鉄道部 - 2009年6月1日に北陸地域鉄道部と高岡鉄道部が統合されて発足[8][31]したが、2015年の北陸新幹線開業に伴い廃止され、北陸広域鉄道部に統合[18]。
- 小浜鉄道部 - 2010年6月1日に廃止され、敦賀地域鉄道部に統合。
- 糸魚川地域鉄道部 - 2015年の北陸新幹線開業に伴い廃止され、北陸広域鉄道部に統合[18]。
- 敦賀地域鉄道部 - 2010年6月1日に福井地域鉄道部の一部区間の組織と小浜鉄道部が統合されて発足[8]したが、2024年の北陸新幹線延伸開業により廃止され、支社直轄へ移行。
- 福井地域鉄道部[10] - 2024年の北陸新幹線延伸開業により廃止され、支社直轄へ移行。

## 乗務員区所

### 運転士
- 北陸広域鉄道部運輸科
  - 高岡運転派出
  - 糸魚川運転派出

### 運転士・車掌
- 金沢新幹線列車区
- 敦賀新幹線列車区[21]
- 敦賀列車区[21]
- 七尾鉄道部運転科[32][33]

## 車両工場・車両基地
- 金沢車両区（金沢総合車両所から改組）[21]
  - 運用検修センター「金サワ」[34]
  - 富山支所「金トヤ」「富」
    - 高岡運転派出
    - 糸魚川運転派出

  - 敦賀支所「金ツル」「敦」
    - 福井派出「金ツル」[35]
- 白山総合車両所「金ハク」
  - 総務科
  - 車両科
  - 運用検修センター
  - 車両検修センター
  - 品質管理センター
  - 敦賀支所[21]

## 設備保守区所

### 保線区
- 敦賀保線区[21]
  - 敦賀保線管理室
  - 小浜保線管理室
- 福井新幹線保線区[21]
- 金沢新幹線保線区
  - 金沢管理室
  - 白山基地管理室
  - 加賀温泉管理室
- 富山新幹線保線区（）
  - 糸魚川管理室
  - 黒部管理室
  - 富山管理室
- 糸魚川新幹線保線区

### 電気区
- 敦賀電気区[21]
- 福井新幹線電気区[21]
  - 敦賀派出
- 金沢新幹線電気区
- 富山新幹線電気区
- 糸魚川新幹線電気区

### その他の区所
- 金沢土木技術センター
- 金沢機械区
- 金沢建築区

- 北陸広域鉄道部
  - 施設科
    - 富山管理室
    - 高岡管理室
    - 糸魚川管理室

  - 電気科

## 指令所
- 金沢新幹線総合指令所